# Liste der Herzöge von Joyeuse
Die Vizegrafschaft Joyeuse wurde 1581 vom französischen König Heinrich III. zugunsten von Anne de Batarnay de Joyeuse zum Herzogtum Joyeuse und zur Pairie erhoben. 

## Haus Joyeuse
- 1581–1587: Anne de Joyeuse (* 1560, † 1587), Sohn von Guillaume de Joyeuse und Marie de Batarnay.
- 1587–1590: François de Joyeuse (* 1562, † 1615), dessen Bruder
- 1590–1592: Antoine Scipion de Joyeuse (* 1565, † 1592), dessen Bruder
- 1592–1608: Henri de Joyeuse (* 1563, † 1608), dessen Bruder, heiratete 1581 Catherine de Nogaret de La Valette (* 1566, † 1587)
- 1608–1647: Henriette Catherine de Joyeuse (* 1585, † 1656), deren Tochter, heiratete
  - 1. 1597 Henri de Bourbon, Herzog von Montpensier (* 1573, † 1608)
  - 2. 1611 Charles, Herzog von Guise (* 1591, † 1640)

## Haus Guise
- 1647–1654: Louis (* 1622, † 1654), Herzog von Joyeuse, deren Sohn, heiratete Françoise de Valois (* 1621, † 1696), Herzogin von Angoulême
- 1654–1671: Louis Joseph (* 1650, † 1671), Herzog von Guise und Joyeuse, dessen Sohn, heiratete 1667 Elisabeth d'Orléans (* 1646, † 1696)
- 1671–1675: François Joseph (* 1670, † 1675), Herzog von Guise und Joyeuse, dessen Sohn
- 1675–1688: Marie (* 1615, † 1688), Herzogin von Guise, Fürstin von Joinville, Tochter von Charles de Lorraine und Henriette Catherine de Joyeuse

Das Herzogtum Joyeuse fiel an den Prince de Commercy aus der Linie Elbeuf des Hauses Guise (gemäß Testament vom 6. Februar 1686, Urteil der Grand’Chambre des Pariser Parlements vom 26. April 1689 und Teilungsvertrag der Erbinnen).
- 1688–1690: Charles François (* 1661, † 1702), Fürst von Commercy
- 1690–1693: vom König beschlagnahmt, da Charles François im Dienst des Kaisers stand
- 1693–1693: Jean François-de-Paul (* 1672, † 1693), Fürst von Lillebonne, dessen Bruder
- 1693–1694: François Marie (* 1624, † 1694), Fürst von Lillebonne, Herzog von Joyeuse, dessen Vater, Sohn von Charles II., Herzog von Elbeuf.
- 1694–1714: Anne de Lorraine (* 1639, † 1720), dessen Ehefrau, Tochter von Karl IV., Herzog von Lothringen

## Haus Melun
- 1714–1724: Louis II. de Melun (* 1694, † 1724), Fürst von Epinay, Baron von Antoing, dann Herzog von Joyeuse, Sohn von Louis I. de Melun, Fürst von Epinay und Baron d'Antoing, und Marie Elisabeth de Lorraine-Elbeuf (* 1664, † 1748), Tochter von François Marie de Lorraine-Elbeuf und Anne de Lorraine

Theoretisch war sein Neffe Charles de Rohan (* 1715, † 1787), Sohn von Jules de Rohan, Fürst von Soubise, und Anne Julie de Melun, Erbe des Titels, aber dafür hätte der König die Pairie und das Herzogtum erneut einrichten müssen, was er aber nicht getan zu haben scheint.